# Балки (Василівський район)
Балки́ — село в Україні, у Василівському районі Запорізької області. Населення становить 5530 осіб на 2545 дворів. Орган місцевого самоврядування — Балківська сільська рада.

## Географія
Село Балки знаходиться на лівому березі Каховського водосховища (Дніпро), за 30 км на південний захід від райцентру. Вище по течії примикає місто Дніпрорудне. Через село проходить автомобільна дорога Р37. Поруч проходить залізниця, зупинний пункт 6 км. Також у Балках є річковий причал.

## Археологічні розвідки
На території сучасного села знайдено рештки стоянки доби палеоліту (понад 40 тис. років тому). В околицях є багато курганів, з яких досліджено близько 100. У них виявлено поховання епохи бронзи (кінець IV — початок I тисячоліття до н. е.), сарматські (II ст. до н. є.— II ст. н. е.), а також пізніх кочівників (IX—XIII ст. н. е.). Біля села знаходяться Гайманова могила, Плоска могила і Товста могила — величезні скіфські поховання, створення яких датують IV століттям до нашої ери. Експонати оповідають про високорозвинену культуру скіфів. Тут знайдено унікальний набір посуду (2 бронзові казани, жаровня, підноси, відро, амфори тощо) та шедеври античного мистецтва світового значення, у тому числі срібний і золотий ритони, срібний глек, дерев'яні чаші з золотою оковкою. Найвизначнішою знахідкою є срібна, покрита листовим золотом ваза, корпус якої оздоблено широким барельєфним фризом зі сценами із скіфського військового побуту.

## Історія
Протягом XVI—XVIII ст. ст. поблизу дніпровських плавнів, що мали назву Великого Лугу, запорізькі козаки заснували чимало зимівників. У другій половині XVIII ст. на їхньому місці утворилося кілька маленьких поселень. До одного з таких поселень 1795 року прибули державні селяни з Миргородського повіту Полтавської губернії. Слідом за ними — ще кілька партій переселенців із Полтавщини, Харківщини, Чернігівщини. Вони будували хати переважно у вибалках. Так виникло село, назване Балками. Жителі вели натуральне господарство. Близькість плавнів із луками сприяла розвиткові тваринництва. Крім цього, розвивалося рибальство, бджільництво, чинбарство. Поступово перше місце в господарстві зайняло хліборобство.
У середині XIX ст. Балківська община, що об'єднувала 370 дворів, мала 11 тис. десятин землі. Половину цієї площі займали плавні. Отже, пересічно на двір припадало менше 15 десятин. Цього було не досить, щоб прогодуватися селянській родині, бо через примітивний спосіб обробітку ґрунту врожаї були низькі.
Біднота, не маючи виходу з важкого становища, залишала рідні оселі. Так, 1851 року чимало селян переселилося на землі, які раніше належали духоборцям, і заснували там село Новоіванівку. У 1861 році в Таврії, на колишніх ногайських землях, з'явилося ще одне «балківське» село — Новоуспенівка. Значна частина балківчан переселилася також до сусідніх сіл Малої Білозерки та Орлянського.
Незважаючи на міграцію жителів, Балки, які 1864 року стали волосним центром, продовжували швидко зростати. У середині 60-х років XIX ст. тут налічувалося 417 дворів і 2865 жителів. Поряд із хатами-мазанками та землянками з'являються цегляні будинки під черепицею. Замість дерев'яної церкви було споруджено кам'яну. При церкві відкрито парафіяльну школу на 25—ЗО дітей. Крім неї, у Балках працювало (з 1820 року) однокласне початкове училище, яке утримувала сільська община.
Станом на 1886 рік у селі, центрі Балківської волості Мелітопольського повіту Таврійської губернії, мешкало 3215 осіб, налічувалося 540 дворів, існували православна церква, школа, поштова станція, 5 лавок, лісова пристань, горілчаний склад, відбувалось 2 щорічних ярмарки: 9 березня та 15 серпня, базар по п'ятницях. За 7 верст — цегельний завод.
За переписом 1897 року кількість мешканців зросла до 5684 осіб (2854 чоловічої статі та 2830 — жіночої), з яких 5547 — православної віри.
Під час організованого радянською владою Голодомору 1932—1933 років померло щонайменше 118 жителів села.
Сучасність
19 травня 2016 року, на підставі розпорядження голови Запорізької обласної державної адміністрації № 275, перейменовані об'єкти топоніміки села Балки.
Окупація села російською федерацією
З початку березня 2022 року село Балки перебуває під тимчасовою російською окупацією. 
24 червня 2023 року місцевими партизанами частково виведено з ладу міст, шляхом підриву опор, на виїзді з села в бік міста Дніпрорудне. Після цих подій окупанти проводили обшуки та допити, забирали місцевих жителів "на підвал".
З початку окупації активно співпрацюють з загарбниками місцева депутатка Радченко Марія Іванівна, а також Шаповалова Ніна та Рязанов Василій - робітник КП "Добробут Балки".
| Сучасна назва        | Попередня назва     | Дата перейменування |
| -------------------- | ------------------- | ------------------- |
| провулок Затишний    | провулок Радгоспний | 19 травня 2016      |
| вулиця Зимова        | вулиця 9 Січня      | 19 травня 2016      |
| вулиця Ґрунтова      | вулиця Грязнова     | 19 травня 2016      |
| провулок Осінній     | провулок Жовтневий  | 19 травня 2016      |
| провулок Соборний    | провулок Колгоспний | 19 травня 2016      |
| провулок Таврійський | провулок Червоний   | 19 травня 2016      |

## Населення
Згідно з переписом УРСР 1989 року чисельність наявного населення села становила 6880 осіб, з яких 3261 чоловік та 3619 жінок.
За переписом населення України 2001 року в селі мешкало 5938 осіб.

### Мова
Розподіл населення за рідною мовою за даними перепису 2001 року:
| Мова       | Відсоток |
| ---------- | -------- |
| українська | 71,60 %  |
| російська  | 27,13 %  |
| циганська  | 0,40 %   |
| вірменська | 0,23 %   |
| білоруська | 0,17 %   |
| молдовська | 0,12 %   |
| болгарська | 0,05 %   |
| німецька   | 0,02 %   |
| польська   | 0,02 %   |
| інші       | 0,26 %   |

## Економіка
- ТОВ «Екотехсервіс».
- ТОВ «Балка».

## Об'єкти соціальної сфери
- Загальноосвітня школа I—III ступенів
- Загальноосвітня школа I—II ступенів
- Історичний музей.

## Відомі люди
- Котко Дмитро Васильович — український хоровий диригент, сотник Армії УНР.
- Шпонько Григорій Андрійович — український живописець.